# DP kontakt
DP kontakt (DP KONT@KT, psáno též jako DP Kontakt nebo DP-kontakt) je časopis Dopravního podniku hl. m. Prahy, který se věnuje dění v Dopravním podniku a městské hromadné dopravě v Praze, dalších městech České republiky i ve světě. Vychází od roku 1996, pod ISSN 1212-6349. Zaměstnancům podniku je šířen v tištěné podobě zdarma, pro veřejnost je dostupný v elektronické podobě na internetu.

## Historie
Přípravná komise časopisu ve složení 7 lidí se poprvé sešla 17. října 1995. Při hledání názvu padly návrhy jako DP INFO, inspirací byly i názvy pařížského časopisu Mezi linkami nebo lyonského Na přímé lince. Dnešní název časopisu navrhl Mgr. Pavel Fojtík jako kombinaci z návrhů Ing. Flajšhanse „Na lince DP“ nebo „Kontakt“. Zakladatelé časopisu měli od počátku představu, že nepůjde jen o podnikový časopis, ale že bude plnit zároveň do jisté míry roli celostátního časopisu o městské dopravě. Autorkami původního grafického pojetí byly Dáša Pošmourná a Zdenka Matyášová.
První číslo DP kontaktu vyšlo v lednu 1996 a mělo pouhé čtyři stránky a o něco větší formát, od února již měl časopis dnešní formát A4, březnové číslo již 8 stránek, od července měl časopis základní rozsah nejméně 12 stran, občas rozšířený o přílohy, v roce 1998 byl minimální rozsah 16 stran. První tři čísla připravil Mgr. Pavel Fojtík společně s přípravnou komisí, od dubnového čísla 1996 byl přes 10 let šéfredaktorem Ing. Petr Malík. Náklad začínal na 5000 výtisků a v roce 2001 činil 7500 kusů.
Ve druhé polovině roku 2007 byla šéfredaktorkou Daniela Kočí, ta byla koncem roku odvolána a nahradila ji Dana Reinišová. Od listopadu 2011 je šéfredaktorem Petr Ludvíček. DP kontakt č. 11/2016 vyšel jako 250. číslo ve své historii. Dnes časopis vychází na 36 stranách v nákladu 9000 kusů, k dispozici je v elektronické verzi na www.dpp.cz/dp-kontakt.

## Dřívější oborové a podnikové časopisy
Za Rakousko-Uherska vydávala Zemská jednota zřízenců drah pro Království české, Markrabství moravské a Vévodství slezské Českoslovanské železničářské listy, v roce 1918 se v něm objevila Příloha pro zaměstnance elektrických podniků.
Pro zaměstnance elektrických podniků vycházely i celostátní odborářské tiskoviny jako Jednota (1925–1939), Jednotářské listy (1935–1939), Elektrikářské listy (1939–1942). V letech 1928–1939 vydávalo Sdružení úředníků EP časopis Sdružení Elektrických podniků hl. m. Prahy.
Od listopadu 1920 asi do roku 1922 vycházel v Elektrických podnicích odborný časopis Obzor, měsíčník věnovaný vzdělání a zájmům elekt. podniků hl. města Prahy z různých oblastí činnosti podniku. Od roku 1931 do srpna 1940 vydával podnik časopis Elektrická služba, který se však dopravě téměř nevěnoval a obsahoval především odborné články o elektřině.
Proslulým časopisem Elektrických podniků hl. m. Prahy byl ZEPOP – Zprávy Elektrických podniků obce pražské (s podtitulem Světlo – Síla – Teplo – Doprava), který začal vycházet v roce 1925 nebo 1926. V letech 1927–1931 vycházel po dvou měsících jako příloha Věstníku hl. m. Prahy, později samostatně; časopis dostávali zdarma všichni odběratelé elektrického proudu od EP, náklad byl 30 000 výtisků. V roce 1927 je doloženo, že byl též zveřejňován vyvěšováním ve vozech tramvají. Doprava byla pouze jedním z mnoha jeho témat, podnik se zabýval obecně propagací elektřiny a elektrospotřebičů. V letech 1941–1945 vycházel časopis dvojjazyčně pod názvem ZEP (Zprávy Elektrických podniků), některá čísla v roce 1942 jako Zprávy Městských podniků pražských. Nejprve měl formát A4, ve 30. letech se zmenšil na formát A5.
Časopis ZEPOP inspiroval vznik mytické postavy starého Zepopa, který byl patronem tramvají a autobusů; byl pro svět elektrikářů a tramvajářů tím, čím později černokněžník Zababa pro železniční svět.
V roce 1945 byl založen podnikový časopis Elektrikář, časopis zaměstnanců veřejné dopravy (EP) a energetiky (SČE). Po reorganizací městských podniků v roce 1946 a vyčlenění samostatného Dopravního podniku se od února 1947 stal Elektrikář časopisem odborové závodní rady Dopravních podniků, později časopis závodní organizace KSČ, ROH a vedení podniku. Časopis měl podobu klasických novin o čtyřech až osmi stranách. Středočeské elektrárny vydávaly samostatný časopis Zkrat.
V roce 1961 se časopis Elektrikář přejmenoval a transofmoval na nový Pražský dopravák, časopis zaměstnanců Dopravního podniku hl. města Prahy. Vycházel stále v podobě běžných novin, za symbolickou cenu, která však v praxi při distribuci nebyla uplatňována. V posledních letech vycházel jako čtrnáctideník, poslední číslo vyšlo 10. ledna 1990.
V březnu 1990 vyšel časopis s názvem Zpravodaj a podtitulem Informační zpravodaj pro zaměstnance Dopravního podniku hl. m. Prahy, následující čísla vycházela a byla distribuována nepravidelně a chaoticky, jako vydavatel bylo uvedeno vedení podniku, tiskovina ani neměla řádnou tiráž a není zřejmé, kolik čísel vyšlo. Některá čísla byla monotematicky zaměřena na zveřejnění jízdních řádů služebních vozů svážejících zaměstnance, což byla informace, která se do té doby předávala převážně ústním podáním. Poslední známé vydání je označeno číslem 5 a datem vydání 25. listopadu 1991. V roce 1992 pravděpodobně nevycházel žádný podnikový časopis.
V dubnu 1993 vyšel první Informační bulletin MHD, na kvalitním papíře, avšak obsahově na amatérské úrovni a bez snahy o zpětnou vazbu. Jako vydavatel byl uveden Dopravní podnik hl. m. Prahy a. s. O rok později ve stejné grafické podobě vycházely měsíčně Informace z DP Praha a. s., které podle tiráže vydávalo vedení DP prostřednictvím reklamní agentury B+K, později A agency s. r. o.  Poslední číslo vyšlo v dubnu 1995. Souběžně s tímto časopisem vydávaným pod hlavičkou generálního ředitelství vycházel nějakou dobu i Informační bulletin v odštěpném závodu Elektrické dráhy. V říjnu 1995 začal být připravován časopis, který získal jméno DP-kontakt.